# Julia Livilla
Pour les articles homonymes, voir Julia.
Julia Livilla ou Julia Livia (latin classique : IVLIA•LIVILLA, ou IVLIA•GERMANICI•FILIA ) (Lesbos, 18 - Pandateria (moderne, Ventotene), 41 ou 42), est l'enfant la plus jeune de Germanicus et d'Agrippine l'Aînée, et l'une des sœurs de l'empereur Caligula. Elle épouse Marcus Vinicius, deux fois consul.

## Biographie
Livilla est la plus jeune des arrière-petits-enfants de l’empereur Auguste. Elle est également la petite-nièce de Tibère, la sœur de Caligula, la nièce de Claude et la tante maternelle de Néron. Dans les sources anciennes, sur les inscriptions et les pièces, elle est simplement appelée Julia. Il est possible qu’elle ait abandonné son cognomen après la damnatio memoriae de sa tante, Livilla, la sœur de Germanicus et de Claude. Toutefois sur son inscription funéraire, elle est appelée Livilla, fille de Germanicus, ce qui amène à penser qu’elle est tantôt appelée Julia, et tantôt, Livilla.
Livilla naît à Lesbos, durant le voyage qui conduit ses parents dans l’est de la Méditerranée, jusqu’en Syrie, au cours duquel Germanicus doit prendre le commandement du territoire situé à l’est de la mer Adriatique. Après la mort prématurée de son père à Antioche, en 19 ap. J.-C., elle revient à Rome avec sa mère et Caligula. 
Livilla grandit auprès de son arrière-grand-mère Livie et ensuite, auprès de sa grand-mère paternelle Antonia Minor. Elle est d’abord fiancée à un lointain cousin, Quinctilius Varus — fils du gouverneur de Germanie, Varus, et de Claudia Pulchra, petite-fille d’Octavie la Jeune, sœur d’Auguste —, puis mariée à Rome en 27. Plus tard dans la même année, Quinctilius est accusé de crime de lèse-majesté (maiestas) et le mariage est annulé. Le couple est alors inculpé et exproprié.
En 33, Livilla épouse Marcus Vinicius, dont la famille est issue d’une petite ville provinciale. Vinicius descend d’une famille de chevaliers romains, son père et son grand-père ayant servi comme consuls. Il est doux de caractère et excellent orateur. Il est consul en 30 et en 38/39, proconsul d’Asie où, selon une inscription, Livilla l’aurait accompagné.

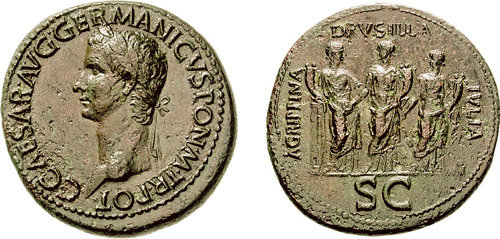
Pendant le règne de Caligula, des monnaies à l’effigie de ses sœurs Agrippina, Drusilla et Livilla furent frappées tel ce sesterce.

Pendant les premières années du règne de Caligula, Livilla et ses deux sœurs aînées, Agrippine la Jeune et Drusilla, reçoivent des honneurs et des privilèges considérables, comme les droits des Vestales, l’inclusion de leur nom dans le serment de fidélité à l’empereur et leur représentation sur des pièces de monnaie,. Elle semble avoir mené une vie assez dissolue à la cour et, selon Suétone, elle est prostituée par son frère avec sa sœur Agrippine. Certains auteurs rapportent également des rumeurs d’inceste entre Caligula et ses sœurs, dont Livilla.
En 39, Livilla est impliquée dans une conspiration manquée visant à renverser Caligula et le remplacer par son beau-frère Marcus Æmilius Lepidus — veuf de Drusilla, mais aussi amant d’Agrippine et de Livilla. Les deux sœurs sont alors bannies dans les Îles Pontines (probablement chacune dans une île différente). Après la mort de Caligula (24 janvier 41), elles rentrent d’exil sur ordre du nouvel empereur, leur oncle paternel, Claude. En 41, Livilla tombe en disgrâce en même temps que Messaline, la troisième épouse de Claude, et est accusée d’adultère avec Sénèque. Tous deux sont alors exilés. Livilla est probablement envoyée à Pandataria aujourd'hui Ventotene. Plus que des préoccupations morales, diverses considérations politiques jouent un rôle majeur dans le destin de Livilla. Fin 41 ou début 42, son oncle ordonne sa mise à mort, apparemment par la faim. Plus tard, ses restes sont rapportés à Rome — probablement quand sa sœur Agrippine devient impératrice — et sont déposés au Mausolée d'Auguste.